# Thomas Burnet
Thomas Burnet (Croft-on-Tees, 1635 – 27 september 1715) was een Engels filosoof, theoloog en aardwetenschapper. Hij kwam met de suggestie dat de aarde een vaste schil had op een vloeibare massa. Eveneens dacht hij dat bergen ontstonden door overstromingen in het binnenste van de aarde.
Burnets magnum opus 'Telluris Theoria Sacra' wordt geciteerd in Umberto Eco: De Slinger van Foucault (hoofdstuk 18, inleiding).

## Leven
Burnet werd geboren in 1635 in Croft bij Darlington. Na zijn schoolopleiding aan de Northallerton Grammar School, ging hij in 1651 naar het Clare College, Cambridge. Hij studeerde onder andere bij John Tillotson. Ralph Cudworth, leider van het Clare College, ging in 1654 naar het Christ's College, Cambridge), waarheen Burnet hem volgde. Daar behaalde hij zijn Master of Arts in 1658 en werd proctor in 1667.
Burnet zocht emplooi door op reis te gaan met Charles Paulet, de tweede hertog van Bolton; via John Tillotson werd hij daarna tutor van James Butler, tweede hertog van Ormonde. De invloed van de hertog van Ormonde verzekerde hem van een benoeming aan de Charterhouse School in 1685. Na de Glorious Revolution werd Burnet in 1691 reserve-kapelaan en Clerk of the Closet (adviserend geestelijke aan het hof) onder Willem III van Engeland. Na een publicatie in 1692, die bij een aantal theologen niet in goede aarde viel, moest hij in 1695 deze positie opgeven. Hij ontving geen administratieve bevordering en leefde teruggetrokken in het Charterhouse, waar hij op 27 september 1715 overleed en in de kapel werd begraven.

## Werken

### Sacred Theory of the Earth

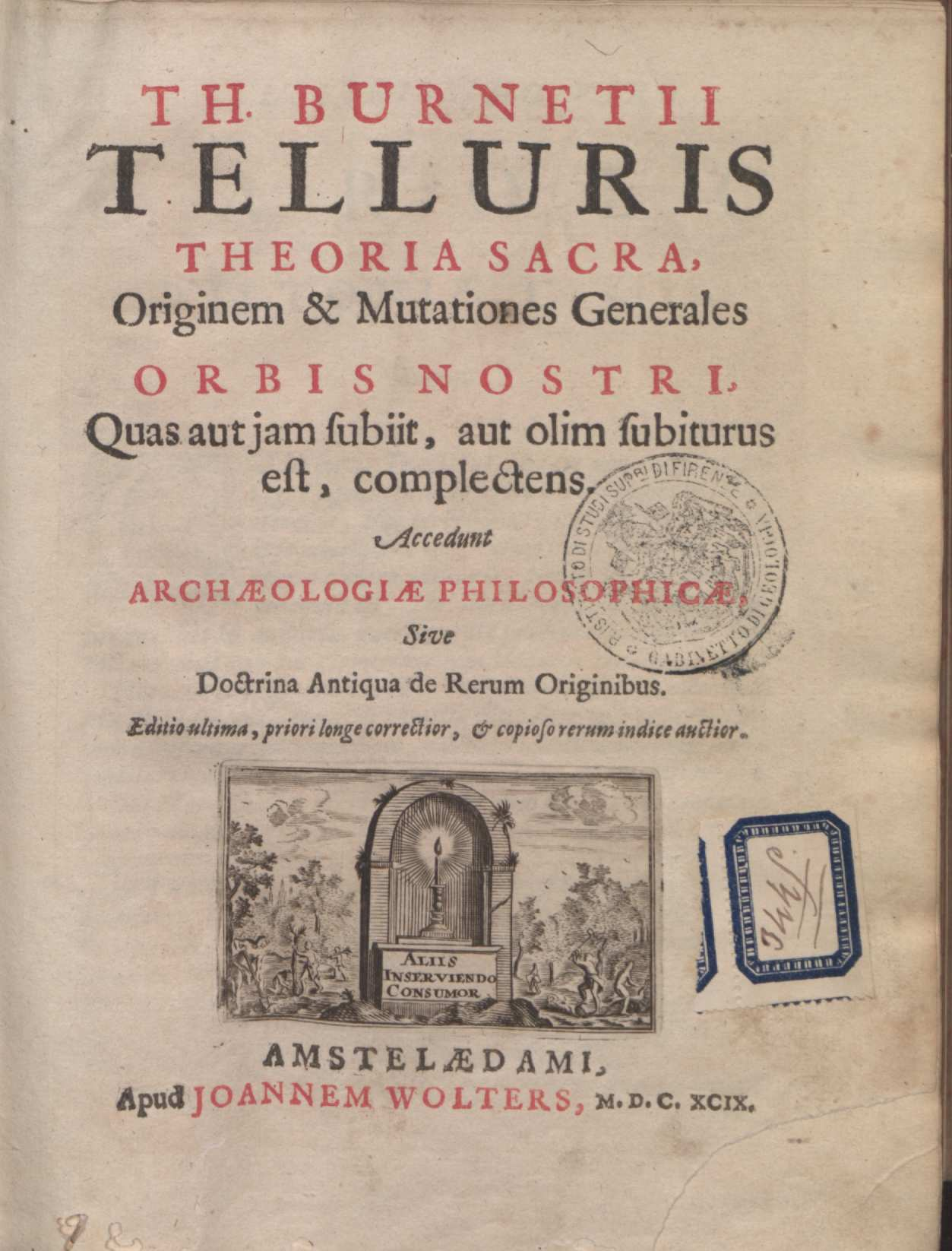
Telluris theoria sacra, 1699 edition

Burnets bekendste werk is Telluris Theoria Sacra, of Sacred Theory of the Earth. Het eerste deel werd gepubliceerd in 1681 in het Latijn, en in 1684 in het Engels. Het tweede deel verscheen in 1689 (1690 in het Engels). Het was een speculatieve beschrijving van de wereld, waarin Burnet zich een holle aarde voorstelde, met het meeste water binnenin. Die situatie duurde tot aan de zondvloed, waarna de bergen en oceanen ontstonden. Hij had de hoeveelheid water op het oppervlak van de aarde berekend en stelde, dat er niet genoeg was om een dergelijke vloed te veroorzaken, daarom nam hij aan dat zich in de aarde veel water moest bevinden. Burnet was tot zekere hoogte beïnvloed door René Descartes, die in 1644 had geschreven over het ontstaan van de aarde in Principia philosophiae (1644). De standpunten van Isaac La Peyrère, die in 1655 een Bijbelkritisch boek had gepubliceerd, hielden de gedachte in dat de zondvloed niet wereldomvattend was; Burnets theorie was ten dele bedoeld om hem op dat punt een antwoord te geven.
Het systeem van Burnet had nieuwe kenmerken naast de traditionele vier elementen: een in het begin ovale Aarde, een paradijs voorafgaand aan de zondvloed dat permanent in de lente verkeerde en rivieren die van de polen naar de evenaar stroomden. Bisschop Herbert Croft publiceerde een kritiek op het boek in 1685 en beschuldigde Burnet in het bijzonder van het volgen van de Tweede brief van Petrus in plaats van Genesis. In de jaren 1690 pakten geoloog John Beaumont en Johann Eisenschmidt de ideeën van Burnet op. Ze veroorzaakten daarmee in die tijd flink wat controverse.
Isaac Newton was een aanhanger van de theologische benadering van Burnet met betrekking tot geologische processen. Newton schreef zelfs aan Burnet, suggereerde de mogelijkheid dat de dagen langer waren in de tijd dat god de Aarde schiep. Burnet vond deze verklaring echter niet wetenschappelijk genoeg. Het langer maken van de dagen betekende een interventie van Gods kant. Burnet bleef geloven dat God de wereld met alle processen vanaf het begin perfect heeft geschapen.

### Over de Oude Leer van de Herkomst der Dingen

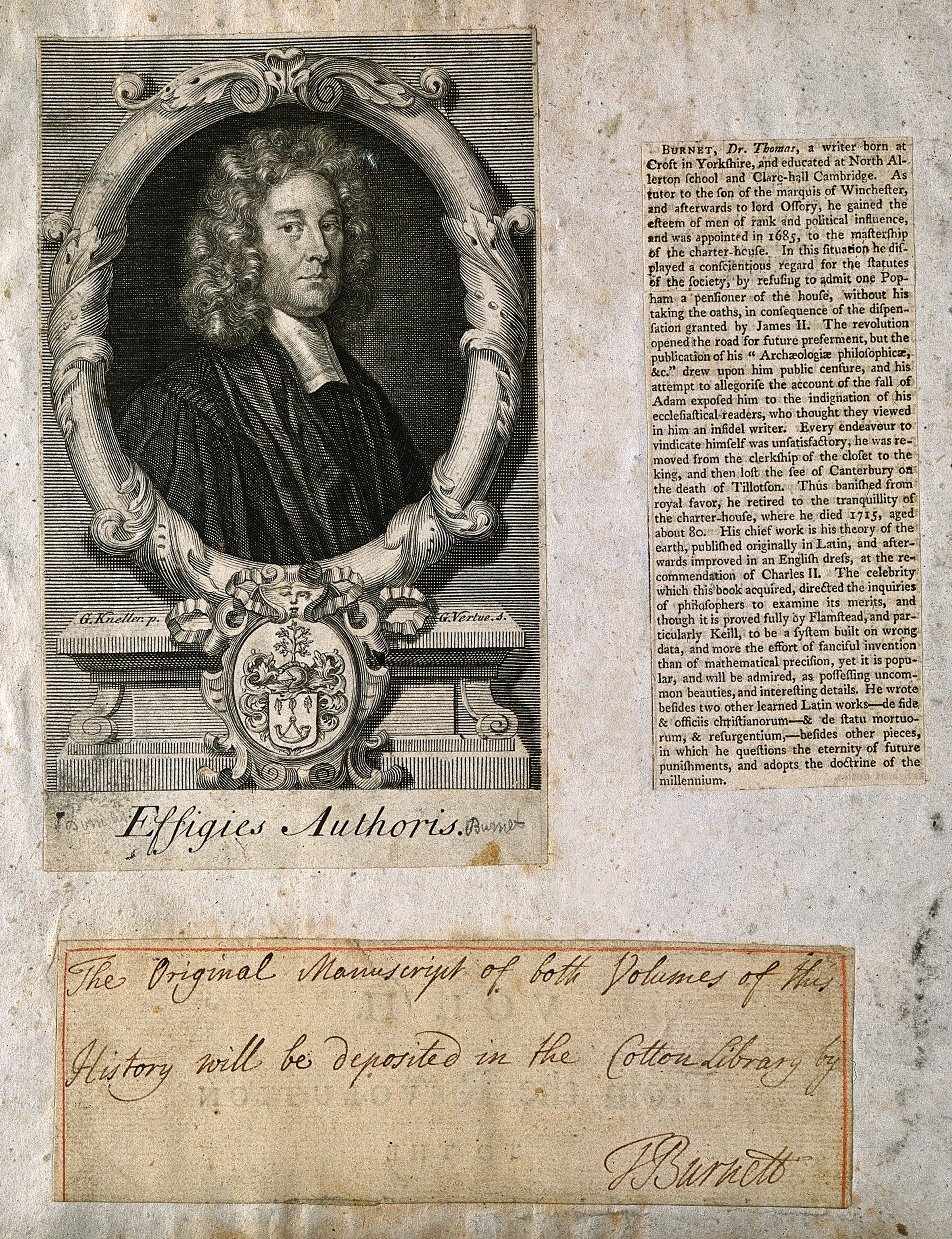
Portret en handschrift van Burnet

Sommige standpunten die in dit werk, ook bekend als Archaeologiae Philosophicae sive Doctrina Antiqua de Rerum Originibus (1692), naar voren werden gebracht, waren voor toenmalige theologen dermate onacceptabel, dat hij zijn post aan het hof moest opgeven. In dit werk overwoog hij of de zondeval eerder een symbolische dan een letterlijke, historische gebeurtenis was.

### Over de toestand van gestorvenen en de opstanding
De verhandeling van Burnet De Statu Mortuorum et Resurgentium werd postuum gepubliceerd in 1720. In Edward Gibbons The History of the Decline and Fall of the Roman Empire III blz. 99 refereerde Gibbon aan Burnets De Statu Mortuorum et Resurgentium en merkte op dat Burnet "de ongemakken aan het licht brengt die moeten optreden als zielen een actiever en voelbaarder bestaan krijgen." Thomas Newton, Bisschop van Bristol en Deken van St. Paul's, bekritiseerde Gibbon en stelde dat Burnets standpunten exact het tegenovergestelde waren.

## Invloed
Samuel Taylor Coleridge citeerde Burnet in het begin van de 1817-editie van The Rime of the Ancient Mariner. De bergrug Dorsa Burnet in de Oceaan der Stormen op de maan werd naar hem genoemd.